# Lambres
Lambres é uma comuna francesa na região administrativa de Altos da França, no departamento de Pas-de-Calais. Estende-se por uma área de 4,37 km². Em 2010 a comuna tinha 1 073 habitantes (densidade: 245,5 hab./km²).